# Premio Nacional de Poesía Joven Miguel Hernández
El Premio Nacional de Poesía Joven Miguel Hernández es uno de los premios literarios nacionales de España convocados por el Ministerio de Cultura.
Fue establecido en 2010 y su primera convocatoria tuvo lugar en 2011. El premio tiene por objetivo favorecer a los jóvenes poetas creadores para que sean conocidos y «otorgar una primera oportunidad para la difusión y el disfrute de sus obras». El premio se instituyó en el centenario del nacimiento del poeta Miguel Hernández y reconoce la obra publicada en el año anterior por un autor menor de treinta y un años, la edad a la que aquel murió. Su dotación económica inicial, como el resto de los premios nacionales de literatura, es de 20.000 euros.

## Galardonados
Relación de autores y obras premiadas:
- 2011: Laura Casielles por Los idiomas comunes
- 2012: Martha Asunción Alonso por Detener la primavera
- 2013: Unai Velasco por En este lugar
- 2014: Carlos Loreiro por Los poemas de Marcelo Aguafuerte. Crónicas para El buey Apis
- 2015: Gonzalo Hermo por Celebración
- 2016: Constantino Molina Monteagudo por Las ramas del azar
- 2017: Ángela Segovia por La curva se volvió barricada
- 2018: Berta García Faet por Los Salmos Fosforitos
- 2019: Xaime Martínez Menéndez por Cuerpos perdidos en las morgues
- 2020: Alba Cid por Atlas[3]
- 2021: María Elena Higueruelo por Los días eternos[4]
- 2022: Ismael Ramos por Lixeiro, (Editorial: Xerais, en gallego). Posteriormente El libro fue traducido al castellano (Ligero, Editorial La Bella Varsovia)[5]
- 2023: Mayte Gómez Molina por Los trabajos sin Hércules[6]
- 2024: Lola Tórtola, por Los dioses destruidos[7]